# Glenn Fabry
Glenn Fabry (nacido el 24 de marzo de 1961) es un dibujante de cómics de nacionalidad británica, ganador del Premio Eisner, y conocido por su estilo detallista y dotado de gran realismo, tanto en tinta como en color pintado.

## Carrera
La carrera de Glenn Fabry empezó en 1985, dibujando Slaine para 2000 AD, con el guionista Pat Mills. También trabajó con Mills en la tira diaria Scatha en 1987. Siguió realizando trabajo pintado para Crisis, Revolver y Deadline. En 1991 se convirtió en el portadista regular de Hellblazer, escrita por aquel entonces por Garth Ennis.
Continuó su asociación con Ennis como portadista en la serie de Vertigo Predicador, y dibujando historias escritas por Ennis para The Authority y Thor. En 2003, dibujó una historia para la antología de Sandman: Noches eternas, y en 2005 colaboró en la adaptación al cómic de la novela de Neil Gaiman Neverwhere, con el guionista Mike Carey.
Más recientemente, Febry ha dibujado la serie de Vertigo Greatest Hits, con guiones de David Tischman.

## Premios
- 1995: Premio Eisner al Mejor Portadista, por Hellblazer.